# جورج إتش بيرنت
جورج إتش بيرنت (بالإنجليزية: George H. Burnett)‏ هو محامي وقاضي أمريكي، ولد في 9 مايو 1853 في مقاطعة يامهيل في الولايات المتحدة، وتوفي في 10 سبتمبر 1927 في سايلم في الولايات المتحدة.